# Herrenhaus Ödernitz

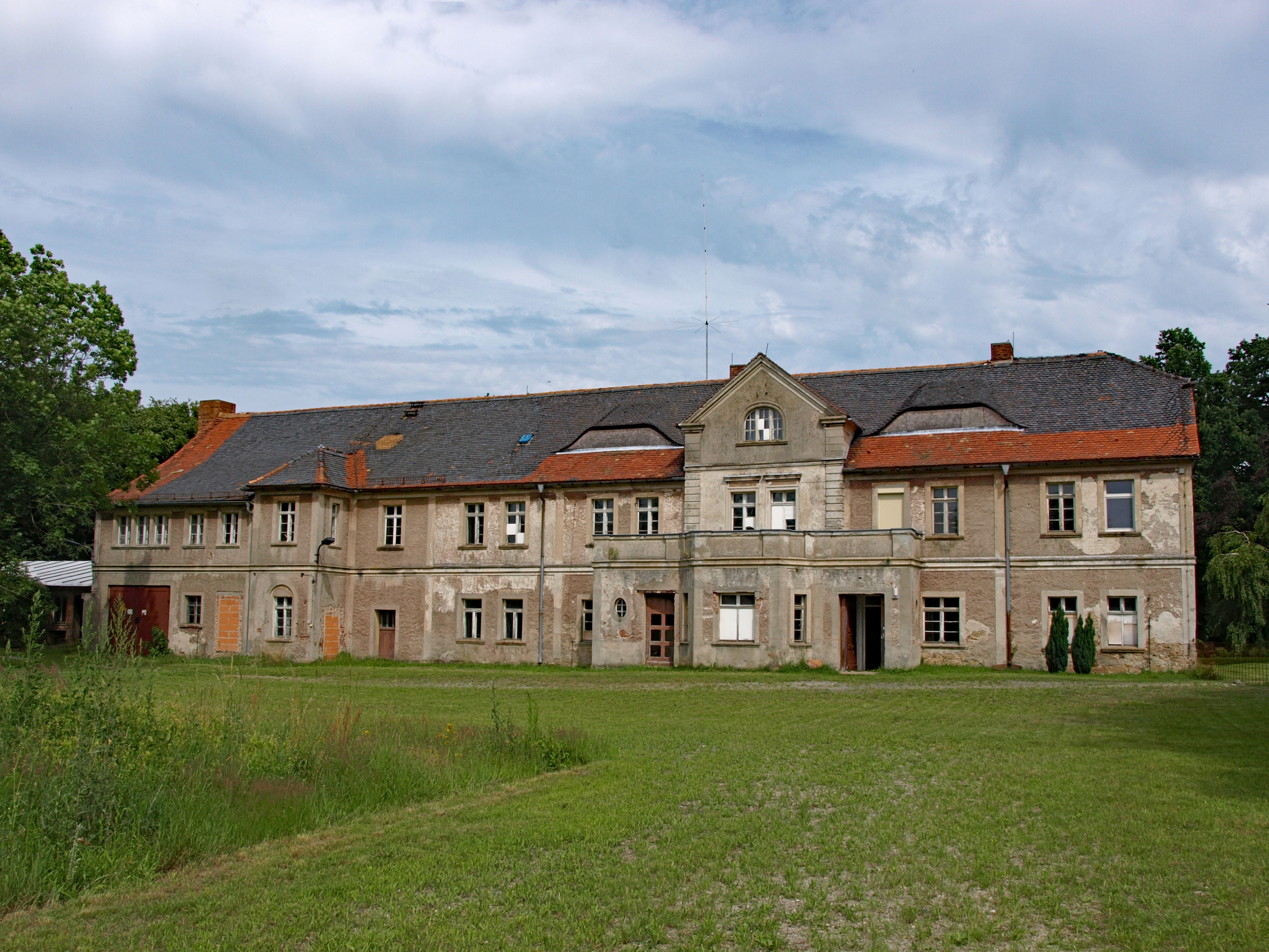
Herrenhaus Ödernitz (2016)

Das Herrenhaus Ödernitz ist ein Herrenhaus in Ödernitz, einem Ortsteil der Stadt Niesky im Landkreis Görlitz in der sächsischen Oberlausitz. Das Gebäude steht als bau- und ortsgeschichtlich bedeutsam unter Denkmalschutz.

## Architektur und Geschichte
Das Rittergut Ödernitz wurde erst 1863 unter Adolf Graf von Fürstenstein gegründet. Um 1870 ließ dieser das Herrenhaus und mehrere Wirtschaftsgebäude im Ort errichten. Die Gebäude bilden zusammen einen Vierseitenhof. Das Herrenhaus wurde als Wohnhaus des Gutsverwalters genutzt, während Adolf Graf von Fürstenstein im vier Kilometer südwestlich gelegenen Schloss Jänkendorf lebte. Um 1910 wurden mehrere Umbauten an dem Herrenhaus vorgenommen. Zuletzt wurde das Gut von Heinz Meinking gepachtet, der auf dem Hof eine Saatgutzucht betrieb. Adolf Graf von Fürstenstein geriet schließlich in finanzielle Schwierigkeiten und verkaufte das Gut mit dem Herrenhaus an Meinking. Gegen Ende des Zweiten Weltkrieges war dessen Witwe Hildegard Meinking Besitzerin des Herrenhauses.
Bei der Bodenreform in der Sowjetischen Besatzungszone nach dem Zweiten Weltkrieg wurde Hildegard Meinking enteignet und das Gut Ödernitz zu Volkseigentum. Das Herrenhaus wurde danach als Verwaltungsgebäude von der örtlichen Landwirtschaftlichen Produktionsgenossenschaft genutzt. Nach der Wiedervereinigung wurde das Herrenhaus Ödernitz von einem Enkel der früheren Besitzer gekauft. Dieser plante, das Herrenhaus zu einer Schönheitsklinik auszubauen, was jedoch nicht umgesetzt wurde. 2008 wurde das zu diesem Zeitpunkt leerstehende Gebäude erneut verkauft. Die neuen Besitzer ließen an dem Gebäude Sanierungsarbeiten vornehmen.
Das Herrenhaus war ursprünglich ein zehnachsiger Bau mit hervorgehobener Giebelachse und Krüppelwalmdach. Auf der Hofseite befindet sich in der Gebäudemitte ein dreiseitiger Erker. Der Anbau des nördlichen Gebäudeteils erfolgte nachträglich, dabei gingen Teile des Krüppelwalmdachs verloren.